# Giuseppe Avellone (nuotatore)
Giuseppe Avellone (Marliana, 23 marzo 1943) è un ex nuotatore italiano, specializzato nello stile dorso.

## Biografia
Esordì nelle giovanili Società Sportiva Lazio Nuoto nel 1956. Nel 1958 vinse tre titoli italiani juniores nell'individuale e nelle staffette. Lo stesso anno partecipò ai campionati italiani estivi di nuoto in cui si classificò 3º nei 100 m dorso. 
Nel 1959 stabilì il primato italiano nei 100 m dorso, grazie al tempo di 1'05"5. I risultati gli consentirono la convocazione in nazionale.
All'età di diciassette anni, rappresentò l'Italia ai Giochi olimpici estivi di Roma 1960, dove fu eliminato con il 16º tempo nella semifinale nei 100 m dorso, ed ottenne il 6º posto nella staffetta 4x100 m misti, con Roberto Lazzari, Fritz Dennerlein e Bruno Bianchi.
Nel 1961 stabilì il primato italiano nei 200 m dorso, con il tempo di 2'27"4. 
Si ritirò dalla carriera agonistica nel 1964.
Nel 2010 è tornato alle competizioni nella categorie master, stabilendo il record nazionale nella categoria 50 dorso Master75.